# Leptoliterna
Leptoliterna är ett släkte av insekter. Leptoliterna ingår i familjen spottstritar.
Kladogram enligt Catalogue of Life:
| Leptoliterna | \| \| Leptoliterna chinai \| \| \| \| \| \| Leptoliterna novacaledoniensis \| \| \| \| |
|              | \| \| Leptoliterna chinai \| \| \| \| \| \| Leptoliterna novacaledoniensis \| \| \| \| |
|              | Leptoliterna chinai                                                                    |
|              |                                                                                        |
|              | Leptoliterna novacaledoniensis                                                         |
|              |                                                                                        |